# Dendrolasma
Genre
Dendrolasma est un genre d'opilions dyspnois de la famille des Nemastomatidae.

## Distribution
Les espèces de ce genre se rencontrent aux États-Unis en Californie, en Oregon, au Washington et en Alaska et au Canada en Colombie-Britannique.

## Liste des espèces
Selon World Catalogue of Opiliones (15/06/2025) :
- Dendrolasma dentipalpe Shear & Gruber, 1983
- Dendrolasma mirabile Banks, 1894

## Systématique et taxinomie
Ce genre a été décrit par Banks en 1894 dans les Nemastomatidae.

## Publication originale
- Banks, 1894 : « The Nemastomatidae and Trogulidae of the United States. I. » Psyche, a Journal of Entomology, vol. 7, p. 11–12 (texte intégral).